# Вулиця Наукова (Львів)
Вулиця Наукова — одна з магістральних вулиць Львова, розташована у Франківському районі міста, сполучає місцевості Кульпарків та Боднарівку. Нумерація будинків починається від вулиці Академіка Підстригача, а Проспект Святого Івана Павла ІІ є візуальним продовженням вулиці Наукової. Перехрестя також утворює з вулицями Княгині Ольги, Тролейбусною, Кульпарківською та Ряшівською (проєктованою). У планах міської влади є добудова вулиці Ряшівської, після чого буде утворено суцільний транспортний коридор, який починатиметься від вулиці Городоцької, далі Ряшівською, Науковою, проспектом Святого Івана Павла II до проспекту Червоної Калини. Прилучаються вулиці Академіка Ярослава Підстригача, Івана Пулюя та Василя Симоненка.

## Історія
Вулицю почали прокладати у 1964 році, від вулиці Стрийської. Того ж року вулиця отримала офіційну назву Наукова, через низку науково-дослідних інститутів та інших наукових установ, будівлі для яких тоді ж почали будувати з непарного боку нової вулиці.
Активна розбудова району вулиць Володимира Великого—Наукової розпочалася у 1980-х роках і вже у 1990-х роках фактично припинилась, єдина значна новобудова тих часів — греко-католицький храм Святих Володимира та Ольги при вулиці Василя Симоненка. У 2000-х роках на вулиці Науковій виникли торговельні центри — розташовані поруч супермаркети «Арсен», «Сільпо» та низка інших.

## Забудова
Початок вулиці Наукової (від перехрестя з вулицею Стрийською та до перехрестя з вулицею Княгині Ольги) з непарного боку, зосереджені будівлі, у яких розташовано багато науково-дослідницьких інститутів. З парного боку, на цій ж самій ділянці, як і на усій вулиці, переважає житлова забудова в стилі конструктивізму 1960—1990-х років з вкрапленнями найновішої забудови першого десятиліття XXI століття. На початок XXI століття вулиця Наукова — найзаселеніша вулиця у Львові, тут станом на 2016 рік мешкало 27,3 тисяч осіб.
Середня частина вулиці Наукової (поблизу перехрестя з вулицею Княгині Ольги) є місцем зосередження ряду супермаркетів різного призначення (продукти харчування, одяг, побутова техніка, електроніка тощо).
Окрім того на вулиці розташована чимала кількість об'єктів малої комерції.

### Непарна сторона
- № 3 — корпуси НВО АТЗТ «Термоприлад» — підприємство створено у 1956 році та було першим у СРСР підприємством, яке фактично з нуля створило та розвивало школу вітчизняної промислової термометрії. За часів незалежності України підприємство й надалі спеціалізується на випуску промислових термометрів, а також розпочало випуск приладів обліку тепла, вимірювання та регулювання вологості повітря. Технологічні можливості підприємства дозволяють виробляти прилади для контролю температури від — 271 °C до + 4000 °C[11].
- № 3б — Інститут прикладних проблем механіки і математики імені Я. С. Підстригача НАН України[12] та Карпатське відділення Інституту геофізики НАН України[13].
- № 5 — Фізико-механічний інститут імені Г. Карпенка, заснований у 1951 році. Він й по сьогодні — відомий в Україні та у світі як науково-дослідницький центр у галузі механіки руйнування та міцності матеріалів, фізико-хімічних процесів корозії, неруйнівного контролю дефектності матеріалів та технічної діагностики конструкцій і середовищ[14].
- № 7а — Науково-дослідний інститут побутової радіоелектронної апаратури[15].
- № 7г — головний офіс ІТ-компанії ELEKS, яка спеціалізується на розробці сучасного програмного забезпечення.
- № 7д — офісний комплекс класу «А», обладнаний сучасними енергозберігаючими технологіями, відкритий у Львові 12 жовтня 2016 року. Будівля має 8 поверхів, загальною площею 18800 м². Біля будинку також встановлено три зарядні станції для електромобілів[16].
- № 35а за цією адресою розташовано:
  - супермаркет «ВАМ» торговельної мережі «Сільпо»[17].
  - супермаркет товарів для дітей торговельної мережі «Антошка».
  - магазин мережі стокових магазинів одягу та взуття для дорослих і дітей «Обнова Lux».
- № 49а — житловий багатоквартирний будинок з вбудованими офісними приміщеннями. В офісних приміщеннях нині містяться:
  - магазин-салон мережі «Двері Білорусі».
  - салон краси «Преміум Релакс Клаб».
- № 59 за цією адресою розташовано:
  - відділення «Ощадбанку» № 6319/015.
  - готель «Урбан»[18].
  - магазини: автозапчастин «Формула», меблів «Меблі: Мрія — 3» та салону металопластикових вікон і дверей львівського віконного заводу «ВінҐард-Україна»[19].
  - крамниці: продуктова «Провізія» та дитячих товарів «Кузя».
  - професійна студія французьких натяжних стель «Мерілайф студіо»[20].
  - фотоательє мережі фотомагазинів і фотостудій «Фотохата»[21].

### Парна сторона
- № 2б — львівський офіс (центр розробок) нідерландської ІТ-компанії Symphony Solutions[22][23].
- № 12а — житловий багатоквартирний будинок з вбудованими офісними приміщеннями та підземним паркінгом споруджений на початку 2000-х років корпорацією «Карпатбуд». В офісних приміщеннях нині знаходяться:
  - медична клініка «Істина»[24].
  - діагностичний центр «Медіс»[25].
  - відділення № 18 компанії «Нова пошта»[26].
  - студія дизайну інтер'єру «КВ-Дизайн»[27].
  - магазин «Обприскувач.укр»[28]
- № 16 — дев'ятиповерховий житловий будинок, збудований у 1970-х роках як гуртожиток львівського автобусного заводу. На початку 2010-х років цей гуртожиток та ще два інших, що колись належали «ЛАЗу» були передані ТзОВ «Львівавтокомплектація». 20 червня 2019 року сесія Львівської міської ради прийняла ухвалу «Про надання права управителя гуртожитків ТзОВ «Львівавтокомплектація» Первинній профспілковій організації гуртожитку ВАТ «ЛАЗ» на вул. Наукова, 16 Львівської міської професійної спілки «Захист праці»[29].
- № 30 за цією адресою розташовані:
  - відділення поштового зв'язку № 60 ЦПЗ № 1 міста Львова, Львівської дирекції АТ «Укрпошта»[1].
  - Львівське відділення № 5 АТ «Sense Bank»[30].
  - Медична лабораторія «Ескулаб»[31].
- № 76 — шаховий клуб, що входить до складу УДЮМК Франківського району міста Львова[32].
- № 92. Ліцей № 66 Львівської міської ради[33].
- № 96а. за цією адресою розташовані:
  - мінімаркет «Експрес» торговельної мережі «Наш край»[34].
  - Наукове відділення АТ «ОТП Банк»[35] та відділення № 4 «ПУМБ»[36].
  - лабораторний центр «Меділайн»[37].
- № 96б. Житловий багатоквартирний будинок з вбудованими офісними приміщеннями споруджений на початку 2000-х років корпорацією «Карпатбуд». В офісних приміщеннях нині знаходяться:
  - медичний офтальмологічний центр «Візекс»[38].
  - відділення № 65 компанії «Нова пошта»[39].
  - міське відділення «Франківське» ПАТ КБ «Приватбанк»[40].

## Транспорт

### Трамвай

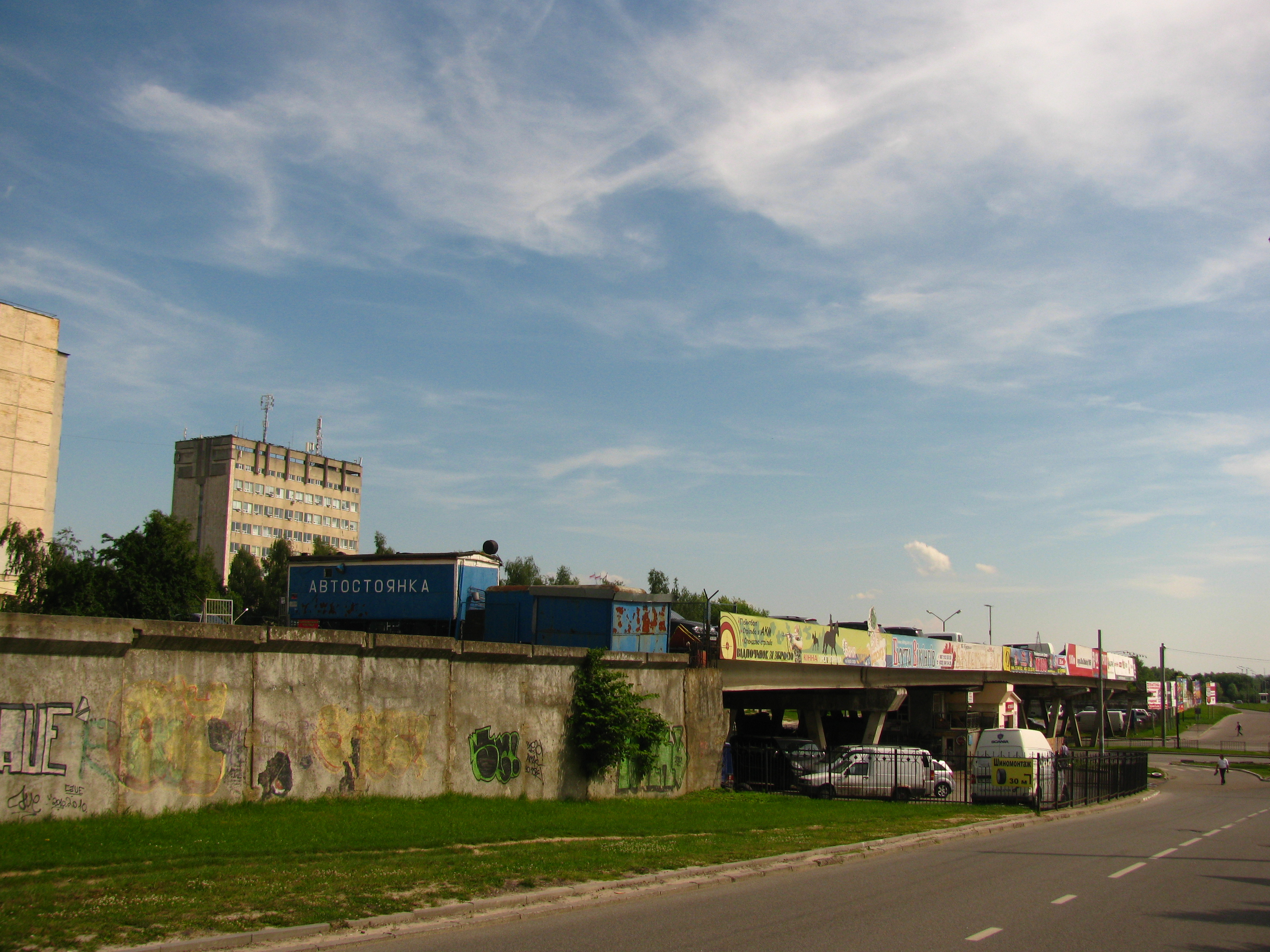
Недобудований трамвайний міст через вулицю Наукову

У 1980-х роках продовжилась забудова вулиць Наукової та Княгині Ольги — останню розширили задля трамвайної колії, яка з'єднала цей район із центром міста. Трамвайну колію через Наукову мали продовжити до вулиці Трускавецької, задля цього розпочали будівництво моста, однак його так і не вдалось завершити — зараз там знаходиться автостоянка. У 1989 році трамвай № 5 з'єднав вулиці Наукову — Княгині Ольги із вулицею Замарстинівською.

### Тролейбус
У 1979 році було завершено будівництво другої лінії до південного житлового масиву на вул. Кульпарківській. Рух тролейбусів новим маршрутом № 2, який з'єднав частину вулиці Наукової з центром міста, саме пролягав від вулиці Університетської, по вулиці Міцкевича, Невського, Кульпарківській до вулиці Наукової, відкрився 19 грудня того ж року.
19 жовтня 2011 року на вулиці Науковій розпочато будівництво тролейбусної лінії, що дало змогу вивести до вулиці Стрийської маршрут № 2.
10 січня 2014 року відкрито новий маршрут № 20 «Університет — Кульпарківська — Наукова — Автовокзал — Володимира Великого — Любінська — Університет». На маршруті працює 4 тролейбуси. Інтервал руху становить 25—30 хвилин.
Від 1 липня 2019 року змінилася нумерація тролейбусних маршрутів у Львові. Згідно цих змін, колишній тролейбусний маршрут № 2 став № 22. Наприкінці 2019 року тролейбусний маршрут № 22 продовжено до львівського автовокзалу на вулиці Стрийській, а маршрут № 20 — скасований.
Від 10 серпня 2022 року запрацював новий тролейбусний маршрут № 38, який курсує від площі Кропивницького до проспекту Святого Івана Павла II (до зупинки «вул. Хуторівка»). Загальна довжина нового тролейбусного маршруту становить 18,5 км. Автобусний маршрут № 38, що курсував аналогічним маршрутом був скасований, а тролейбусний маршрут № 23, який тимчасово курсував з вулиці Ряшівської до проспекту Святого Івана Павла II, тепер курсує своїм звичним маршрутом — з вулиці Ряшівської до автовокзалу на вулиці Стрийській. Тимчасовий тролейбусний маршрут № 23а до автовокзалу скасований.

### Аварійність
За інформацією ДАІ м. Львова станом на липень 2012 року вулиця Наукова належить до найнебезпечніших у місті, зокрема на перехресті Наукова—Стрийська—Хуторівка стається найбільше автомобільних аварій. Адреси Наукова, 29 і Наукова, 62-64 у рейтингу аварійності, складеного ДАІ Львова, займають 5 місце.

## Освіта і виховання
На вулиці Науковій розташовано 2 дитячих садки, № 69 (буд. № 8а) і № 155 (буд. № 32а), а також на вулиці Науковій знаходиться п'ять шкіл — ліцей № 45, Ліцей № 46 ім. В’ячеслава Чорновола Львівської міської ради з поглибленим вивченням англійської мови, ліцей № 66 Львівської міської ради, ліцей «Надія» Львівської міської ради з поглибленим вивченням предметів еколого-правового профілю. У школі «Надія» тимчасово функціонує інклюзивно-ресурсний центр Франківського району міста Львова, проте у перспективі прийом дітей буде здійснюватися у приміщенні ліцею імені Івана Пулюя, що на вул. Пулюя, 16. Цей проєкт підтримує Rotary Club. 

## Сакральна архітектура

### Храм Воздвиження Чесного і Животворящого Хреста Господнього

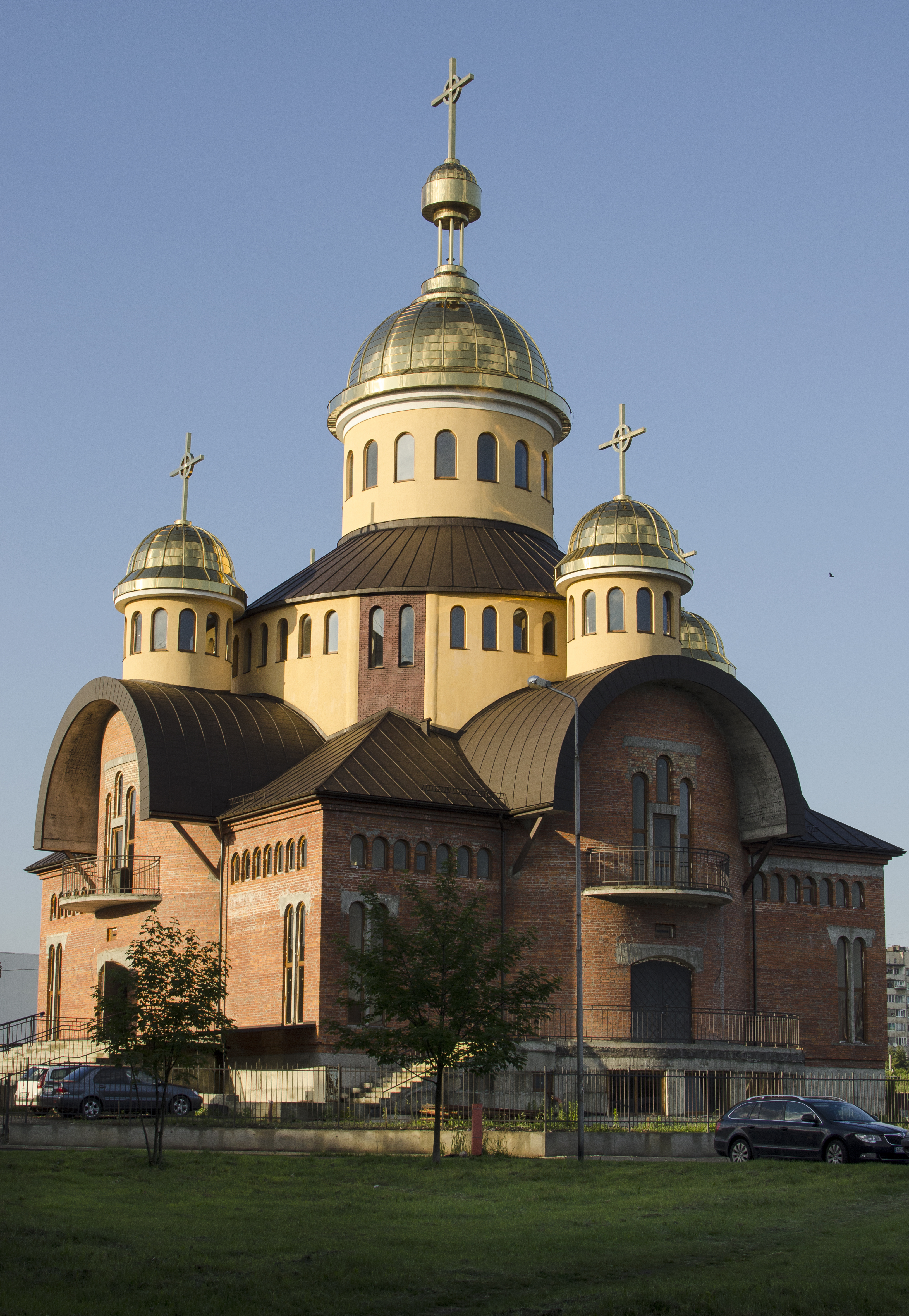
Завершення будівництва церкви Воздвиження Чесного Хреста

За адресою вулиця Наукова, 19а знаходиться Храм Воздвиження Чесного і Животворящого Хреста Господнього, який належить релігійній громаді УГКЦ. Дозвіл на будівництво храму виконавчий комітет ЛМР дав 24 вересня 2010 року. Автором первинного проєкту був архітектор Олександр Вендзилович; автором реалізованого — Юрій Горалевич.
27 вересня 2016 року, у свято Воздвиження Чесного і Животворящого Хреста, Високопреосвященний владика Ігор, Митрополит і Архієпископ Львівський завершив Чин Освячення Престолу та храму Воздвиження Чесного і Животворящого Хреста. Настоятель храму — о. Михайло Сарабаха.

### Церква Бориса та Гліба
На території парку Боднарівка, що розташований поблизу перехрестя вулиць Наукової та Стрийської, знаходиться церква Бориса та Гліба, яка належить до Львівської єпархії ПЦУ.

## Парки

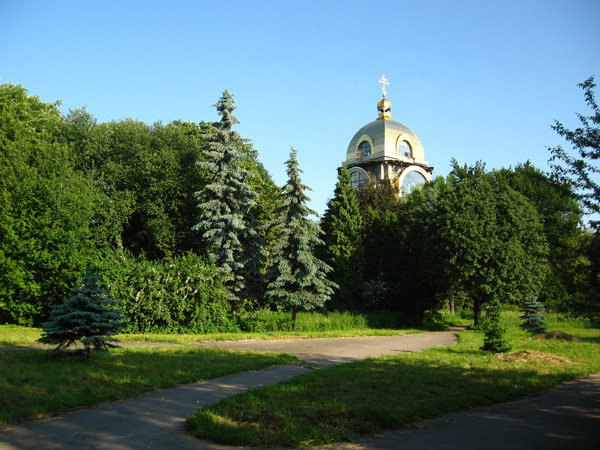
Церква Бориса і Гліба у парку Боднарівка, перехрестя вулиць Наукова-Стрийська

На перехресті вулиць Наукової та Стрийської розташований невеликий парк площею 5,8 га, який називається «Боднарівка» — саме так називається і ця частина Львова. Парк було закладено у 1972 році під назвою «50-річчя Жовтня». У 1970-х роках тут було встановлено списаний літак Ан-10, у фюзеляжі якого розташовувався дитячий кінотеатр «Літак». У 2010–2011 році проведено реконструкцію парку — зроблено освітлення, встановлено лавочки, дитячий майданчик.

## Водойми
Між вулицями Науковою, Стрийською та Академіка Підстригача знаходиться невеликий ставок, у якому водяться карасі, щуки, окуні. Навколо цього ставу планувалося створення скверу, аби кожен міг вільно та безпечно гуляти та відпочивати у цьому місці. У вересні 2019 року на сайті ЛМР був зареєстрований відповідний проєкт, але на одному з засідань ЛМР був відхилений. Ще один невеликий ставок розташований між вулицями Симоненка, Володимира Великого, Кульпарківською та Науковою — хоча ставок знаходиться між щільною забудовою. Впродовж двох місяців 2013 року, за кошти Франківської районної адміністрації міста Львова почистили плесо ставка, й сформували його береги. Облаштували також відпочинкову зону навколо нього — встановили 10 лавочок та смітники.

## Пам'ятки історії
Статус пам'ятки історії місцевого значення має будинок, розташований за адресою вул. Наукова 5, де працював академік АН України Георгій Карпенко.

## Меморіальні (пропам'ятні) таблиці
14 жовтня 2016 року урочисто відкрили й освятили мармурову меморіальну таблицю Василеві Сліпаку, встановлену на фасаді будівлі ліцею № 46 імені В'ячеслава Чорновола Львівської міської ради, де навчався співак.